# Зидан, Зинедин
Зинеди́н Язи́д Зида́н (фр. Zinédine Yazid Zidane, араб. زين الدين زيدان‎, кабильск. Zineddin Lyazid Zidan; произношение: [zinedin zidan]; род. 23 июня 1972[…], 16-й округ Марселя) — французский футболист и тренер. Считается одним из величайших игроков в истории футбола. Зидан начал свою карьеру в клубе «Канн» на позиции центрального полузащитника, позже выступал за «Бордо», но клубами, сделавшими его известным на весь мир, считаются «Ювентус» и «Реал Мадрид», в составе которых он выиграл двенадцать трофеев.
Зидан три раза признавался лучшим футболистом мира (1998, 2000, 2003) и один раз лучшим футболистом Европы (1998). В 2004 году был признан УЕФА лучшим футболистом за последние 50 лет. В 2016 году был признан лучшим французским футболистом в истории по версии France Football. Его переход в «Реал» в 2001 году за 75 млн евро стал рекордной суммой, заплаченной за одного игрока на тот момент, только лишь через 8 лет, в 2009 году, рекорд Зидана был побит футболистом Криштиану Роналду, за трансфер которого заплатили 94 млн евро.
С 1994 по 2006 год выступал за сборную Франции, в общей сложности проведя в её составе 108 матчей и забив 31 гол. Вместе со сборной Зидан стал чемпионом мира (1998) и чемпионом Европы (2000). Перед чемпионатом мира 2006, на котором Зидан был капитаном команды и стал лучшим игроком турнира, француз объявил о завершении карьеры игрока после окончания чемпионата.
Впоследствии Зидан работал в структуре мадридского «Реала», занимал должности советника президента, спортивного директора, тренера второй команды и ассистента главного тренера. В январе 2016 года Зидан был экстренно назначен на пост главного тренера первой команды после отставки Рафаэля Бенитеса. Менее чем за два сезона в качестве тренера главной команды, Зидан выиграл две Лиги чемпионов, Суперкубок УЕФА, клубный чемпионат мира, чемпионат Испании (это чемпионство стало для его клуба первым за 5 лет).
В октябре 2017 года, на церемонии награждения The Best FIFA Football Awards, был признан лучшим тренером мира — за вторую подряд победу в Лиге чемпионов c «Реалом», чего раньше не удавалось никому. В 2018 году Зидан выиграл Лигу чемпионов в третий раз подряд. Через несколько дней после победы француз объявил об уходе из мадридского клуба по собственному желанию. Однако в марте 2019 года вернулся в клуб. Считается создателем футбольного финта «марсельская рулетка».

## Ранние годы

### Детство и юность
Родители Зидана эмигрировали в Париж из области Кабилия в Алжире в 1953 году перед началом алжирской войны. Позже, в середине 1960-х, они переехали в северный пригород Марселя в Ла-Кастеллан (фр. La Castellane), где 23 июня 1972 года родился Зинедин. Он стал самым младшим ребёнком в семье. Кроме него было ещё четверо детей: сестра Лила, братья Джамель, Фарид и Нордин. Отец Зидана работал кладовщиком в универмаге, а мать была домохозяйкой.
У меня есть близость к арабскому миру. Я очень горжусь тем, что я француз, но и очень горжусь своими корнями, переданными мне от родителей.
— Зинедин Зидан в интервью журналу Esquire.
Зинедин, кроме футбола, увлекался дзюдо, по которому имел зелёный пояс. Также увлекался скейтбордингом и велосипедами, но его главный талант проявился именно в футболе. Играть он начинал в марсельском квартале Ла-Кастеллан, населённом преимущественно выходцами из Алжира и Марокко.

### Молодёжные клубы
Эта страсть в дальнейшем переросла в профессиональную карьеру, когда в возрасте десяти лет Зидан получил лицензию футболиста и начал выступать за младшую команду местного клуба «Сен-Анри» из Ла-Кастеллана. По прошествии полутора лет Зидан перешёл в клуб «Сетем-ле-Валлон». В нём он играл до четырнадцати лет. В течение этого времени он был отобран для трёхдневного посещения тренировочного лагеря в региональном центре спортивных состязаний и физической культуры в городке Экс-ан-Прованс. Это был один из нескольких футбольных институтов, которыми управляет Федерация футбола Франции. Именно здесь Зидан был замечен скаутом футбольного клуба «Канн» Жаном Варро, который порекомендовал его директору учебного центра клуба, Жилю Рампиллону.
Отец не возражал, когда один из тренеров клуба «Канн» захотел взять его в свою юношескую футбольную школу. Он обещал родителям, что Зинедин будет жить в хороших условиях и получит хорошее образование, однако учёба подростку не особенно нравилась. В 1987 году, в возрасте 14 лет Зидан подписал свой первый контракт. Именно тогда он переехал в курортный городок Канны на Лазурном Берегу.

## Клубная карьера

### «Канн»
Он поселился в семье Элино, где помимо него проживал ещё один стажёр из «Канна» — Амадей Арно. Элино жили неподалёку от Канн — в посёлке Пегома. И, возвращаясь с тренировок, он, Амадей и младший сын Элино, Лоран устраивали футбольные поединки. После этого он переехал в общежитие Мимон, находящееся в самом центре Канн.
Зидан всегда находился в расположении фактически всех сборных Франции. Его имя было известно в тренерском кругу, его сильнейшими на тот момент качествами были техника и физическая мощь. Высокий, выглядевший старше своих лет, он постоянно работал над собой. Тренеры дубля в Канне — сначала Ги Лякомб, а позже Жиль Рампийон пытались просто не помешать его развитию, направляя его и работая с ним индивидуально.
Приход Зидана в основной состав «Канн» совпал с выходом команды под руководством Жана Фернандеса в Первый дивизион. В профессиональном футболе Зидан дебютировал 18 мая 1989 года. Ему не исполнилось и семнадцати лет. Случилось это в предпоследнем туре чемпионата Франции 1988/89 в Нанте в игре с местной командой (за которую в ту пору играли Дешам и Десайи). Зидан на 78-й минуте заменил Мартинеса. Матч завершился вничью 1:1. Первый гол в высшем дивизионе он забил 10 февраля 1991 года все тому же «Нанту», изящно перебросив вышедшего из ворот вратаря.
В сезоне 1991/1992 команда вылетела во второй дивизион. Несмотря на свой возраст, Зидан уже считался игроком основного состава. В 19 лет он дал согласие на переход в клуб «Бордо».

### «Бордо»
В 1992 году Роллан Курбис, тогдашний тренер «Бордо», сделал всё для того, чтобы переманить в свою команду талантливого полузащитника. Летом 1992 года 20-летний Зидан переехал на атлантическое побережье. Тогда в команде играли хорошие друзья Зидана — Биксент Лизаразю и Кристоф Дюгарри. Зидан очень быстро адаптируется в новом коллективе.
Сезон 1992/93 одна из лучших команд Франции начинала в качестве дебютанта. Годом ранее команда была изгнана во Второй дивизион из-за махинаций своего президента Клода Беза. В чемпионате «Бордо» финишировал на 4 месте и обеспечил себе выступление в Кубке УЕФА в следующем сезоне. Зидан в первый же сезон в новой команде стал её лучшим бомбардиром в первенстве Франции, сумев забить 10 голов.
Сезон 1993/94 «Бордо» уже начинал как один из претендентов на путёвки в Кубок УЕФА или Кубок кубков. В первом же туре «Бордо» встретился с будущим чемпионом Франции — «ПСЖ» и, благодаря голу Зидана со штрафного, добился победы со счётом 1:0. В 7-м туре жирондисты никак не могли прорвать оборону упёршегося аутсайдера из Тулузы. Наконец, на 56-й минуте хозяева получают право на штрафной в 25 метрах от ворот, который реализует Зидан и выводит «Бордо» на первое место.
18 сентября 1993 года Зидан был удалён в гостевой игре против «Марселя». Проступок Зидана разбирался специальной комиссией, присудившей ему двухматчевую дисквалификацию. В 1996 с «Бордо» дошёл до финала Кубка УЕФА.
«Он — особенный игрок. Он находит пространство там, где его нет. Он может устранить любые неприятности, не важно, как до него доходит мяч или где в этот момент находится он сам. Его воображение и техника просто потрясающие»

### «Ювентус»
Вскоре на Зидана обратил внимание ещё более именитый клуб — итальянский «Ювентус». Так в 1996 году он оказался в Турине.
С приходом Зидана клуб два раза подряд выходил в финал Лиги чемпионов. В конце 1996 года клуб завоевал Межконтинентальный кубок, победив в Токио аргентинский «Ривер Плейт». Зимой 1997 года был взят и Суперкубок УЕФА — «Ювентус» обыграл «Пари Сен-Жермен», который победил в розыгрыше Кубка обладателей кубков. Дважды, в 1997 и 1998 годах, Зидан вместе с «Ювентусом» становился чемпионом Италии, в 1997 году выиграл Суперкубок Италии. В 1998 году он получил приз «Золотой мяч» как лучший футболист Европы и был объявлен лучшим футболистом мира. Но случилось это уже после самого главного успеха 1998 года — сборная Франции стала чемпионом мира. Одним из самых важных игроков на поле был Зидан.

### «Реал Мадрид»
Зидан перешёл в «Реал» летом 2001 года за рекордные на тот момент 75 миллионов евро. Адаптация к новой стране и футболу для Зидана проходила тяжело, он долго находился в поиске своей привычной игры, но при этом забивал.
После первых туров своего дебютного сезона француз числился в лидерах среди бомбардиров Примеры, но яркой игры при этом не демонстрировал ни он, ни команда. Тренеру команды Висенте Дель Боске пришлось изменить привычную схему «Реала» и найти в ней оптимальное место для Зидана. Поиски увенчались успехом к ноябрю 2001 года. Но по-настоящему Зидан проявил себя, начиная с зимы 2002 года. Памятными остались два матча в начале 2002 года — против «Депортиво» и «Валенсии».
В том же сезоне 2001/2002 Зидан помог «Реалу» выиграть Лигу чемпионов, забив гол с лёта левой ногой после подачи Роберто Карлоса в финальном матче против леверкузенского «Байера». Тот матч мадридцы выиграли со счётом 2:1, а гол Зидана стал победным. В сезоне 2002/2003 он стал чемпионом Испании.
В мадридском клубе Зидан был лидером, яркой звездой из созвездия «Реала» тех времён (Зидан, Фигу, Роналдо, Бекхэм, Роберто Карлос, Рауль).

## Карьера в сборной
17 августа 1994 года Зидан впервые надел футболку сборной Франции. В товарищеском матче французы проигрывали сборной Чехии — 0:2, когда Эме Жаке решился выпустить на поле 22-летнего футболиста из «Бордо». Всего за две минуты, на 80-й и 82-й минутах матча, Зидан забил два гола и сравнял счёт. В крупных международных турнирах он принял участие в 1996 году в чемпионате Европы в Англии. Тогда сборная Франции дошла до полуфинала, уступив в серии пенальти команде Чехии. Через 2 года на домашнем чемпионате мира во Франции Зизу стал одним из основных игроков сборной. На самом турнире Франция выиграла «золото», а Зидан забил 2 гола головой в финальном матче против сборной Бразилии.
В 2000 году в Бельгии и Нидерландах на чемпионате Европы Зидан вновь был одним из лидеров сборной. Он забил гол в четвертьфинале в ворота испанцев со штрафного, забил «золотой гол» в дополнительном времени с пенальти в полуфинале в ворота сборной Португалии. В финале сборная Франции обыграла команду Италии в дополнительное время 2:1.
В 2002 году французам предстояло защищать свой титул чемпионов мира на полях Японии и Южной Кореи. Зидан получил травму перед этим турниром и не смог помочь своей команде в первых двух матчах, которые закончились с неожиданными результатами: поражение от сборной Сенегала — 0:1 и ничья с Уругваем — 0:0. Зидан решил выйти на поле с травмой в решающем матче с датчанами. В итоге Франция уступила 0:2 и заняла последнее место в группе, не забив при этом ни одного мяча.
На Евро-2004 в Португалии Зидан в первом же матче группового этапа против англичан забил 2 мяча в добавленное время (со штрафного и с пенальти), благодаря чему французы одержали победу со счётом 2:1, уступая по ходу матча. В матче со сборной Хорватии после подачи Зидана мяч в свои ворота срезал защитник балканской команды Игор Тудор, помимо этого Зидан отметился эффектным пасом пяткой при розыгрыше углового, итог матча — 2:2. В последнем туре Зидан забил гол в ворота швейцарцев, Франция победила 3:1. В итоге французская сборная вышла из группы с первого места, но в четвертьфинале уступила грекам — будущим победителям турнира.
В 2006 году у сборной Франции было большое количество возрастных основных игроков, поэтому её не записывали в фавориты предстоящего турнира. Зидан объявил о том, что покинет большой футбол сразу же после окончания чемпионата. В дни чемпионата Зидану исполнилось 34 года. Франция не очень уверенно начала групповой этап, сыграв вничью с Южной Кореей и Швейцарией. В этих матчах Зидан получил две жёлтых карточки и вынужден был пропустить решающий матч со сборной Того. Франция без своего лидера одержала победу со счётом 2:0 и вышла со второго места в группе в этап плей-офф. Французы обыграли в 1/8 финала одних из фаворитов — сборную Испании 3:1. При счёте 1:1 Виейра забил гол с подачи Зидана. Немногим позже и сам Зидан отличился забитым мячом, обыграв Карлеса Пуйоля и забив гол в ближний угол ворот Икера Касильяса, тем самым лишив испанцев серьёзных шансов на изменение хода встречи. В четвертьфинале был обыгран фаворит мундиаля — сборная Бразилии, которой прочили шестое чемпионское звание. Но гол, забитый Тьерри Анри с подачи Зидана, разрушил все надежды бразильских футболистов и болельщиков. В полуфинале Зидан забил победный гол с пенальти в ворота сборной Португалии. Зидан забил с пенальти и в финальном матче против сборной Италии, но тот матч был омрачён его удалением за удар Марко Матерацци. Капитан французской сборной грубо ответил на слова Матерацци, ударив его головой в грудь, после чего был удалён с поля. В серии послематчевых пенальти итальянцы одержали победу. Зидан — четвёртый футболист в истории после бразильцев Пеле, Вава и немца Пауля Брайтнера, кому удавалось забивать в двух финальных матчах чемпионатов мира.

## Тренерская карьера
1 июня 2009 года Зидан был назначен помощником президента «Реала» Флорентино Переса, которого активно поддерживал на выборах. 30 мая 2010 года вышел играть в благотворительном матче звёзд «Реала» и «Милана», в котором его клуб выиграл 4:3. 12 ноября 2010 года был повышен в должности, став советником президента клуба.
В 2011 году 8 июля Зидан стал директором первой команды футбольного клуба «Реал Мадрид», как только эта должность освободилась после ухода Хорхе Вальдано. После этого он поступил в университет французского города Лимож, чтобы получить диплом спортивного менеджера.
В сентябре 2012 году он покинул пост спортивного директора и начал тренерскую карьеру в молодёжной академии мадридского «Реала». После увольнения из «Реала» главного тренера команды Жозе Моуринью летом 2013 года, Зидану снова был предложен пост спортивного директора, от которого он отказался, чтобы работать помощником будущего главного тренера «сливочных» Карло Анчелотти. В начале 2014 года после 2 лет обучения Зидан получил диплом в области спортивного менеджмента. После этого Зидан заявил, что созрел для того, чтобы самому возглавить какую-нибудь команду. 25 июня 2014 года Зинедин Зидан стал главным тренером «Реал Мадрид Кастилья», в которой француз проработал два с половиной года.

### «Реал Мадрид»
4 января 2016 года Зидан был назначен главным тренером «Реала», сменив на посту Рафаэля Бенитеса. Об этом было объявлено на специальной пресс-конференции президентом клуба Флорентино Пересом.
В первом матче под руководством Зидана «Реал» со счётом 5:0 разгромил «Депортиво». Под руководством француза игра «сливочных» стабилизировалась и команда смогла вернуться в чемпионскую гонку, победив 2 апреля 2016 года в класико «Барселону» (2:1). Однако это поражение не помешало каталонцам стать чемпионами, опередив мадридцев на одно очко. Зидан стал первым тренером «Реала» с 2007 года, выигравшим своё первое класико в качестве тренера Реала, тогда это удалось сделать Бернду Шустеру. В первый же сезон Зидану удалось вывести команду в финал Лиги чемпионов, где 29 мая она в серии пенальти одержала победу над «Атлетико Мадрид», также он стал первым французским тренером, выигравшим Лигу чемпионов.
12 января 2017 года «Реал» сыграл вничью с «Севильей» в матче кубка Испании, что позволило клубу под руководством француза установить новый рекорд в Испании: 40 матчей без поражений, обойдя тем самым предыдущего рекордсмена — «Барселону», которая под руководством Луиса Энрике смогла провести без поражений 39 матчей. В своём первом полноценном сезоне в качестве тренера Зидан привёл клуб к первой с 2012 года победе в чемпионате Испании, опередив на три очка «Барселону» и вновь вышел в финал Лиги чемпионов, где со счётом 4:1 был обыгран итальянский «Ювентус». Две победы в Лиге чемпионов сопровождались также победами в Суперкубке УЕФА и на клубном чемпионате мира. За этот период Зидан выиграл 8 из 10 возможных трофеев, повторив рекорд Пепа Гвардиолы за аналогичный период.
Новый сезон начался для Зидана с завоевания Суперкубка УЕФА, «Реал» одолел «Манчестер Юнайтед» со счётом 2:1. 26 мая 2018 года «Реал» выиграл Лигу чемпионов в третий раз подряд, а Зидан стал первым специалистом, которому удалось добиться подобного результата. При этом защитить чемпионский титул «сливочные» не сумели. Спустя пять дней, 31 мая Зидан созвал пресс-конференцию, на которой сообщил об уходе с поста тренера «Реала».
11 марта 2019 года на сайте мадридского клуба было объявлено о том, что Зидан возвращается на пост главного тренера «сливочных», сменив на этом посту Сантьяго Солари. Оставшуюся часть сезона «Реалу» спасти не удалось и команда завершила сезон без трофеев. Однако по итогам следующего сезона Зидан вновь привёл свою команду к чемпионскому титулу, оформив его за тур до конца сезона.
27 мая 2021 года на официальном сайте «Реала» было объявлено, что Зидан решил покинуть свой пост.

## Личная жизнь и благотворительность
В семнадцатилетнем возрасте Зидан встретил свою будущую жену — Веронику Лентиско-Фернандес, уроженку города Родез (департамент Аверон) андалузского происхождения. 29 мая 1994 года пара поженилась. Вырастили четверых сыновей, все они пошли по стопам отца и стали футболистами: Энцо Зидан (1995), атакующий полузащитник, Лука Зидан (1998), вратарь, Тео Зидан (2002), нападающий, Эльяс Зидан (2005), полузащитник.
14 июля 2019 года, после продолжительной болезни скончался старший брат Зидана, Фарид.
По окончании спортивной карьеры Зидан стал много заниматься благотворительной деятельностью. Он организовывает и принимает участие в детских футбольных матчах для благотворительных сборов (в том числе ежегодных Матчах против бедности), спонсирует строительство детского отделения в одной из больниц Алжира. Зидан активно участвует в программе социальной реабилитации детей, оставшихся без дома и родителей. С 2001 года является послом доброй воли по программе развития ООН. Является членом Европейской ассоциации по борьбе с лейкодистрофией.

## В поп-культуре
Зидан имеет большое количество рекламных соглашений с различными компаниями, такими как Adidas, Lego, Orange, Audi, Volvic и Christian Dior. Рекламные соглашения позволили французу заработать 8,6 млн евро в 2006 году, что совместно с его зарплатой в размере 6,4 млн евро сделало его одним из самых богатых футболистов мира на тот момент. В мае 2010 года француз появился в рекламе Louis Vuitton, где Зидан играл в настольный футбол вместе с Диего Марадоной и Пеле.
В 2005 году кинорежиссёры Филипп Паррено и Дуглас Гордон сняли документальный фильм про француза с названием «Зидан: Портрет 21-го века». Шотландская рок-группа Mogwai предоставила саундтрек к фильму. Он был представлен на Фестивале полнокадрового документального кино в 2009 году.
В ноябре 2006 года Зидан посетил Бангладеш в качестве гостя обладателя Нобелевской премии мира Мухаммада Юнуса. Помимо этого Зидан посетил родину своих родителей — Алжир, а также встретился с президентом Алжира Абделем Азизом Бутефликой.
5 ноября 2006 года Зидан появился в американском анимационном сериале «Гриффины», в эпизоде «Saving Private Brian».
В 2012 году алжирский скульптор Адель Абдессемед представил бронзовую скульптуру, изображающую знаменитый удар француза лбом итальянского защитника Марко Матерацци в финале чемпионата мира 2006 года.
В 2008 году француз снялся в роли камео (Зинедис) в фильме «Астерикс на Олимпийских играх».
В 2010 году Зидан попал в клип на песню «Waka Waka» в исполнении известной колумбийской певицы Шакиры, были использованы кадры с Зиданом в составе сборной Франции на чемпионате мира 1998 года. В 2014 году австралийский спортивный журналист Лес Мюррей в сотрудничестве с музыкальной группой Vaudeville Smash записал песню про Зидана, затем сняв по ней клип, в нём несколько человек выполняют футбольные трюки в масках Зидана.
В музее Гревена, расположенном в Париже, установлена восковая копия Зинедина Зидана.
У молдавской рок-группы Alternosfera в песне Ploile nu vin 2007 года в припеве, где поётся о новостях со всего мира, встречается строчка «И вновь забивает Зинедин».
Японская джаз-фьюжн группа Jizue названа в честь прозвища Зидана «Zizou».

## Достижения в качестве игрока

### Командные
«Бордо»
- Обладатель Кубка Интертото: 1995
- Финалист Кубка УЕФА: 1995/96

«Ювентус»
- Чемпион Италии (2): 1996/97, 1997/98
- Обладатель Суперкубка Италии: 1997
- Обладатель Суперкубка УЕФА: 1996
- Обладатель Межконтинентального кубка: 1996
- Обладатель Кубка Интертото: 1999
- Финалист Лиги чемпионов УЕФА (2): 1996/97, 1997/98

«Реал Мадрид»
- Чемпион Испании: 2002/03
- Обладатель Суперкубка Испании (2): 2001, 2003
- Победитель Лиги чемпионов УЕФА: 2002
- Обладатель Суперкубка УЕФА: 2002
- Обладатель Межконтинентального кубка : 2002

Сборная Франции
- Бронзовый призёр чемпионата Европы: 1996
- Чемпион мира: 1998
- Чемпион Европы: 2000
- Серебряный призёр чемпионата мира: 2006

### Личные
- Обладатель «Золотого мяча» по версии France Football: 1998[11]
- Лучший молодой игрок Франции: 1994[88]
- Футболист года во Франции по версии НСПФ: 1996[88]
- Лучший иностранный футболист года в Италии (2): 1997, 2001
- Футболист года в Италии (Игрок сезона Серии А): 2001
- Входит в состав символической сборной года по версии ESM (4): 1997/98, 2001/02, 2002/03, 2003/04
- Лучший полузащитник Лиги чемпионов УЕФА: 1998[88]
- Футболист года во Франции (2): 1998, 2002[88]
- Футболист года в Европе (Onze d'Or) (3): 1998, 2000, 2001
- Лучший футболист мира по версии ФИФА (3): 1998, 2000, 2003[11]
- Лучший спортсмен года по версии L'Équipe: 1998
- Лучший футболист мира по версии World Soccer: 1998[88]
- Лучший футболист Европы по версии El Pais[англ.] (4): 1998, 2001, 2002, 2003
- Включён в символическую сборную чемпионата мира по версии ФИФА (2): 1998, 2006
- Включён в символическую сборную чемпионата Европы по версии УЕФА (2): 2000, 2004
- Лучший игрок ЧЕ-2000
- Входит в состав символической сборной Европы по версии УЕФА (3): 2001, 2002, 2003
- Клубный футболист года по версии УЕФА: 2002
- Лучший иностранный футболист чемпионата Испании по версии Don Balon: 2002
- Лучший иностранный футболист чемпионата Испании по версии El País: 2002[89]
- Самый ценный игрок Лиги чемпионов: 2002
- Включён в список величайших футболистов XX века по версии World Soccer: 1999
- Включён в сборную чемпионатов мира всех времён[англ.]: 2002
- Лучший футболист УЕФА последних 50 лет: 2004
- Входит в список ФИФА 100: 2004
- Входит в состав символической сборной по версии FIFPro (2): 2005, 2006
- Обладатель приза «Золотой мяч» как лучший футболист чемпионата мира: 2006
- Лучший плеймейкер года по версии IFFHS: 2006[90][91]
- Обладатель трофея «Легенда» по версии читателей газеты Marca: 2008
- Golden Foot: 2008 (в номинации «Легенды футбола»)
- Входит в список 50 лучших футболистов Лиги чемпионов УЕФА за последнее 20 лет: 2011[92]
- Входит в состав символической сборной XXI века по версии УЕФА: 2012[93]
- Лучший футболист Франции всех времён по версии France Football: 2016
- Входит в список 100 лучших футболистов всех времён по версии FourFourTwo[англ.]: 2017[94]
- Лучший футболист Франции всех времён по версии L'Équipe: 2018[95]
- Введён в Зал славы итальянского футбола: 2022[96]

### Государственные награды
- Кавалер ордена Почётного легиона: 1998[97]
- Асир Национального ордена Заслуг: 2006[98][99]
- Офицер ордена Почётного легиона: 2009[100]

## Достижения в качестве тренера

### Командные
«Реал Мадрид»
- Чемпион Испании (2): 2016/17, 2019/20
- Обладатель Суперкубка Испании (2): 2017, 2019/20
- Победитель Лиги чемпионов УЕФА (3): 2015/16, 2016/17, 2017/18
- Обладатель Суперкубка УЕФА (2): 2016, 2017
- Победитель Клубного чемпионата мира (2): 2016, 2017

### Личные
- Тренер месяца в Ла Лиге (2): апрель 2016, май 2017[101][102]
- Лучший французский тренер года по версии France Football (2): 2016, 2017[103]
- Тренер года в Европе (2): 2016/17[104][105], 2017/18[106]
- Тренер года по версии FIFA: 2017[107]
- Лучший клубный тренер мира по версии МФФИИС: 2017[108], 2018[109]
- Лучший тренер года по версии RMC[англ.]: 2017[110]
- Лучший тренер года по версии ESPN: 2017[111]
- Лучший тренер года по версии Globe Soccer: 2017[112][113][114]
- Приз Мигеля Муньоса: 2019/20 (наряду с Хуленом Лопетеги)[115]

## Рекорды
- Самый дорогой футболист в истории: 2001—2009[10]
- Наибольшее количество финальных матчей чемпионата мира, в которых отличился игрок: 2 матча (наряду с Пеле, Вава, Паулем Брайтером и Мбаппе)[116]
- Наибольшее количество красных карточек, полученных в матчах чемпионата мира: 2 (наряду с Ригобером Сонгом)[116]
- Единственный игрок в истории (наряду с Криштиану Роналду), называвшийся «игроком года» в 3 из 5 наиболее сильных лиг: 1 дивизион Франции (1996), Серия А (2001), Ла Лига (2002)[117]
- Единственный игрок в истории, выигрывавший чемпионат мира и чемпионат Европы, став лучшим игроком обоих соревнований
- Наибольшее количество премий Onze d’Or: 7
- Лучшая победная серия в истории Ла Лиги: 16 игр (наряду с Пепом Гвардиолой)[118]
- Лучшая гостевая победная серия в истории Ла Лиги: 13 игр[119]
- Тренер с наименьшим количеством поражений после 100 игр (в чемпионате Испании): 8 поражений[120]
- Тренер с наибольшим количеством завоёванных трофеев после 100 игр (в чемпионате Испании): 7 трофеев[121]
- Самая длинная серия без поражений в истории «Реала»: 40 игр[122]
- Самая длинная серия без поражений в чемпионате Испании: 40 игр[122]
- Первый французский тренер выигравший Лигу чемпионов (за исключением Эленио Эрреры, аргентинца, получившего французское гражданство): сезон 2015/16[123]
- Единственный тренер в истории, выигравший кубок Лиги чемпионов 3 раза подряд в своём современном формате: сезоны 2015/16, 2016/17 и 2017/18[124]
- Единственный тренер в истории «Реала», завоевавший четыре трофея за один сезон[125]
- Единственный тренер в истории «Реала», дважды подряд выигравший Суперкубок УЕФА[126]
- Первый тренер, выигравший два Суперкубка УЕФА подряд после Арриго Сакки[125]
- Тренер, быстрее всех в истории 5 сильнейших лиг выигравший 7 титулов с одним клубом: 19 месяцев[127]
- Тренер, быстрее всех в истории 5 сильнейших лиг выигравший 8 титулов с одним клубом: 23 месяца[128]
- Тренер, быстрее всех в истории получивший звание «тренер года»: 653 дня с начала тренерской карьеры[127]
- Единственный человек в истории, выигравший награду Onze d’Or и в качестве игрока, и в качестве тренера
- Единственный человек в истории, получивший звание «игрок года» ФИФА и звание «тренер года» ФИФА[129]
- Единственный человек в истории, выигравший награду от МФФИИС в качестве лучшего плеймейкера мира и в качестве лучшего клубного тренера мира[130]
- Единственный человек в истории, выигравший трофей клубного чемпионата мира два раза подряд в качестве тренера[131]
- Единственный тренер в истории «Реала», выигравший пять трофеев за 1 календарный год[132]
- Единственный человек в истории, выигравший трофей клубного чемпионата мира два раза подряд и в качестве игрока, и в качестве тренера[133]
- Единственный человек в истории, дважды признававшийся и «игроком года» во Франции, и «тренером года» во Франции
- Тренер, получивший наивысший балл в голосовании на награду лучшему тренеру года от МФФИИС: 326 очков[130]

## Статистика игрока

### Клубная статистика
| Клуб             | Сезон            | Лига | Лига | Кубки | Кубки | Еврокубки | Еврокубки | Итого | Итого |
| Клуб             | Сезон            | Игры | Голы | Игры  | Голы  | Игры      | Голы      | Игры  | Голы  |
| ---------------- | ---------------- | ---- | ---- | ----- | ----- | --------- | --------- | ----- | ----- |
| Канн             | 1988/89          | 2    | 0    | 0     | 0     | −         | −         | 2     | 0     |
| Канн             | 1989/90          | 0    | 0    | 0     | 0     | −         | −         | 0     | 0     |
| Канн             | 1990/91          | 28   | 1    | 3     | 0     | −         | −         | 31    | 1     |
| Канн             | 1991/92          | 31   | 5    | 3     | 0     | 4         | 0         | 38    | 5     |
| Канн             | Итого            | 61   | 6    | 6     | 0     | 4         | 0         | 71    | 6     |
| Бордо            | 1992/93          | 35   | 10   | 4     | 1     | −         | −         | 39    | 11    |
| Бордо            | 1993/94          | 34   | 6    | 3     | 0     | 6         | 2         | 43    | 8     |
| Бордо            | 1994/95          | 37   | 6    | 5     | 1     | 4         | 1         | 46    | 8     |
| Бордо            | 1995/96          | 33   | 6    | 3     | 0     | 15        | 6         | 51    | 12    |
| Бордо            | Итого            | 139  | 28   | 15    | 2     | 25        | 9         | 179   | 39    |
| Ювентус          | 1996/97          | 29   | 5    | 2     | 0     | 10        | 2         | 41    | 7     |
| Ювентус          | 1997/98          | 32   | 7    | 5     | 1     | 11        | 3         | 48    | 11    |
| Ювентус          | 1998/99          | 25   | 2    | 5     | 0     | 10        | 0         | 40    | 2     |
| Ювентус          | 1999/00          | 32   | 4    | 3     | 1     | 6         | 0         | 41    | 5     |
| Ювентус          | 2000/01          | 33   | 6    | 2     | 0     | 4         | 0         | 39    | 6     |
| Ювентус          | Итого            | 151  | 24   | 17    | 2     | 41        | 5         | 209   | 31    |
| Реал Мадрид      | 2001/02          | 31   | 7    | 9     | 2     | 9         | 3         | 49    | 12    |
| Реал Мадрид      | 2002/03          | 33   | 9    | 1     | 0     | 14        | 3         | 48    | 11    |
| Реал Мадрид      | 2003/04          | 33   | 6    | 7     | 1     | 10        | 3         | 50    | 10    |
| Реал Мадрид      | 2004/05          | 29   | 6    | 1     | 0     | 10        | 0         | 40    | 6     |
| Реал Мадрид      | 2005/06          | 29   | 9    | 5     | 0     | 4         | 0         | 38    | 9     |
| Реал Мадрид      | Итого            | 155  | 37   | 23    | 3     | 47        | 9         | 225   | 49    |
| Всего за карьеру | Всего за карьеру | 506  | 95   | 61    | 7     | 117       | 23        | 684   | 125   |
| Источник:        |                  |      |      |       |       |           |           |       |       |

### Статистика в сборной
| Сборная   | Год   | Отборочные матчи ЧМ | Отборочные матчи ЧМ | Финальные матчи ЧМ | Финальные матчи ЧМ | Отборочные матчи ЧЕ | Отборочные матчи ЧЕ | Финальные матчи ЧЕ | Финальные матчи ЧЕ | Товарищеские матчи | Товарищеские матчи | Итого | Итого |
| Сборная   | Год   | Игры                | Голы                | Игры               | Голы               | Игры                | Голы                | Игры               | Голы               | Игры               | Голы               | Игры  | Голы  |
| --------- | ----- | ------------------- | ------------------- | ------------------ | ------------------ | ------------------- | ------------------- | ------------------ | ------------------ | ------------------ | ------------------ | ----- | ----- |
| Франция   | 1994  | −                   | −                   | −                  | −                  | 1                   | 0                   | −                  | −                  | 1                  | 2                  | 2     | 2     |
| Франция   | 1995  | −                   | −                   | 5                  | 2                  | −                   | −                   | −                  | −                  | 1                  | 0                  | 6     | 2     |
| Франция   | 1996  | −                   | −                   | −                  | −                  | −                   | −                   | 5                  | 0                  | 7                  | 1                  | 12    | 1     |
| Франция   | 1997  | −                   | −                   | −                  | −                  | −                   | −                   | −                  | −                  | 8                  | 1                  | 8     | 1     |
| Франция   | 1998  | −                   | −                   | 5                  | 2                  | 3                   | 0                   | −                  | −                  | 7                  | 3                  | 15    | 5     |
| Франция   | 1999  | −                   | −                   | −                  | −                  | 3                   | 1                   | −                  | −                  | 3                  | 0                  | 6     | 1     |
| Франция   | 2000  | −                   | −                   | −                  | −                  | −                   | −                   | 5                  | 2                  | 8                  | 2                  | 13    | 4     |
| Франция   | 2001  | −                   | −                   | −                  | −                  | −                   | −                   | −                  | −                  | 8                  | 2                  | 8     | 2     |
| Франция   | 2002  | −                   | −                   | 1                  | 0                  | 3                   | 0                   | −                  | −                  | 5                  | 1                  | 9     | 1     |
| Франция   | 2003  | −                   | −                   | −                  | −                  | 4                   | 3                   | −                  | −                  | 3                  | 0                  | 7     | 3     |
| Франция   | 2004  | −                   | −                   | −                  | −                  | −                   | −                   | 4                  | 3                  | 3                  | 1                  | 7     | 4     |
| Франция   | 2005  | 4                   | 1                   | −                  | −                  | −                   | −                   | −                  | −                  | 1                  | 1                  | 5     | 2     |
| Франция   | 2006  | −                   | −                   | 6                  | 3                  | −                   | −                   | −                  | −                  | 4                  | 0                  | 10    | 3     |
| Итого     | Итого | 4                   | 1                   | 17                 | 7                  | 14                  | 4                   | 14                 | 5                  | 59                 | 14                 | 108   | 31    |
| Источник: |       |                     |                     |                    |                    |                     |                     |                    |                    |                    |                    |       |       |

### Список матчей за сборную Франции
| Матчи и голы Зинедина Зидана за национальную сборную Франции | Матчи и голы Зинедина Зидана за национальную сборную Франции | Матчи и голы Зинедина Зидана за национальную сборную Франции | Матчи и голы Зинедина Зидана за национальную сборную Франции | Матчи и голы Зинедина Зидана за национальную сборную Франции | Матчи и голы Зинедина Зидана за национальную сборную Франции |
| №                                                            | Дата                                                         | Оппонент                                                     | Счёт                                                         | Голы Зидана                                                  | Соревнование                                                 |
| ------------------------------------------------------------ | ------------------------------------------------------------ | ------------------------------------------------------------ | ------------------------------------------------------------ | ------------------------------------------------------------ | ------------------------------------------------------------ |
| 1                                                            | 17 августа 1994                                              | Чехия                                                        | 2:2                                                          | 2                                                            | Товарищеский матч                                            |
| 2                                                            | 8 октября 1994                                               | Румыния                                                      | 0:0                                                          |                                                              | Квалификация ЧЕ-1996                                         |
| 3                                                            | 26 апреля 1995                                               | Словакия                                                     | 4:0                                                          |                                                              | Квалификация ЧЕ-1996                                         |
| 4                                                            | 22 июля 1995                                                 | Норвегия                                                     | 0:0                                                          |                                                              | Товарищеский матч                                            |
| 5                                                            | 16 августа 1995                                              | Польша                                                       | 1:1                                                          |                                                              | Квалификация ЧЕ-1996                                         |
| 6                                                            | 6 сентября 1995                                              | Азербайджан                                                  | 10:0                                                         | 1                                                            | Квалификация ЧЕ-1996                                         |
| 7                                                            | 11 октября 1995                                              | Румыния                                                      | 1:3                                                          | 1                                                            | Квалификация ЧЕ-1996                                         |
| 8                                                            | 15 ноября 1995                                               | Израиль                                                      | 2:0                                                          |                                                              | Квалификация ЧЕ-1996                                         |
| 9                                                            | 24 января 1996                                               | Португалия                                                   | 3:2                                                          |                                                              | Товарищеский матч                                            |
| 10                                                           | 21 февраля 1996                                              | Греция                                                       | 3:1                                                          | 1                                                            | Товарищеский матч                                            |
| 11                                                           | 1 июня 1996                                                  | Германия                                                     | 1:0                                                          |                                                              | Товарищеский матч                                            |
| 12                                                           | 5 июня 1996                                                  | Армения                                                      | 2:0                                                          |                                                              | Товарищеский матч                                            |
| 13                                                           | 10 июня 1996                                                 | Румыния                                                      | 1:0                                                          |                                                              | ЧЕ-1996. Групповой этап                                      |
| 14                                                           | 15 июня 1996                                                 | Испания                                                      | 1:1                                                          |                                                              | ЧЕ-1996. Групповой этап                                      |
| 15                                                           | 18 июня 1996                                                 | Болгария                                                     | 3:1                                                          |                                                              | ЧЕ-1996. Групповой этап                                      |
| 16                                                           | 22 июня 1996                                                 | Нидерланды                                                   | 0:0                                                          |                                                              | ЧЕ-1996. 1/4 финала                                          |
| 17                                                           | 26 июня 1996                                                 | Чехия                                                        | 0:0 (п. 5:6)                                                 |                                                              | ЧЕ-1996. 1/2 финала                                          |
| 18                                                           | 31 августа 1996                                              | Мексика                                                      | 2:0                                                          |                                                              | Товарищеский матч                                            |
| 19                                                           | 9 октября 1996                                               | Турция                                                       | 4:0                                                          |                                                              | Товарищеский матч                                            |
| 20                                                           | 9 ноября 1996                                                | Дания                                                        | 0:1                                                          |                                                              | Товарищеский матч                                            |
| 21                                                           | 22 января 1997                                               | Португалия                                                   | 2:0                                                          |                                                              | Товарищеский матч                                            |
| 22                                                           | 26 февраля 1997                                              | Нидерланды                                                   | 2:1                                                          |                                                              | Товарищеский матч                                            |
| 23                                                           | 2 апреля 1997                                                | Швеция                                                       | 1:0                                                          |                                                              | Товарищеский матч                                            |
| 24                                                           | 3 июня 1997                                                  | Бразилия                                                     | 1:1                                                          |                                                              | Товарищеский матч                                            |
| 25                                                           | 7 июня 1997                                                  | Англия                                                       | 0:1                                                          |                                                              | Товарищеский матч                                            |
| 26                                                           | 11 июня 1997                                                 | Италия                                                       | 2:2                                                          | 1                                                            | Товарищеский матч                                            |
| 27                                                           | 11 октября 1997                                              | ЮАР                                                          | 2:1                                                          |                                                              | Товарищеский матч                                            |
| 28                                                           | 12 ноября 1997                                               | Шотландия                                                    | 2:1                                                          |                                                              | Товарищеский матч                                            |
| 29                                                           | 28 января 1998                                               | Испания                                                      | 1:0                                                          | 1                                                            | Товарищеский матч                                            |
| 30                                                           | 25 февраля 1998                                              | Норвегия                                                     | 3:3                                                          | 1                                                            | Товарищеский матч                                            |
| 31                                                           | 22 апреля 1998                                               | Швеция                                                       | 0:0                                                          |                                                              | Товарищеский матч                                            |
| 32                                                           | 27 мая 1998                                                  | Бельгия                                                      | 1:0                                                          | 1                                                            | Товарищеский матч                                            |
| 33                                                           | 29 мая 1998                                                  | Марокко                                                      | 2:2                                                          |                                                              | Товарищеский матч                                            |
| 34                                                           | 5 июня 1998                                                  | Финляндия                                                    | 1:0                                                          |                                                              | Товарищеский матч                                            |
| 35                                                           | 12 июня 1998                                                 | ЮАР                                                          | 3:0                                                          |                                                              | ЧМ-1998. Групповой этап                                      |
| 36                                                           | 18 июня 1998                                                 | Саудовская Аравия                                            | 4:0                                                          |                                                              | ЧМ-1998. Групповой этап                                      |
| 37                                                           | 3 июля 1998                                                  | Италия                                                       | 0:0 (п. 4:3)                                                 |                                                              | ЧМ-1998. 1/4 финала                                          |
| 38                                                           | 8 июля 1998                                                  | Хорватия                                                     | 2:1                                                          |                                                              | ЧМ-1998. 1/2 финала                                          |
| 39                                                           | 12 июля 1998                                                 | Бразилия                                                     | 3:0                                                          | 2                                                            | ЧМ-1998. Финал                                               |
| 40                                                           | 19 августа 1998                                              | Австрия                                                      | 2:2                                                          |                                                              | Товарищеский матч                                            |
| 41                                                           | 5 сентября 1998                                              | Исландия                                                     | 1:1                                                          |                                                              | Квалификация ЧЕ-2000                                         |
| 42                                                           | 10 октября 1998                                              | Россия                                                       | 3:2                                                          |                                                              | Квалификация ЧЕ-2000                                         |
| 43                                                           | 14 октября 1998                                              | Андорра                                                      | 2:0                                                          |                                                              | Квалификация ЧЕ-2000                                         |
| 44                                                           | 20 января 1999                                               | Марокко                                                      | 1:0                                                          |                                                              | Товарищеский матч                                            |
| 45                                                           | 10 февраля 1999                                              | Англия                                                       | 2:0                                                          |                                                              | Товарищеский матч                                            |
| 46                                                           | 4 сентября 1999                                              | Украина                                                      | 0:0                                                          |                                                              | Квалификация ЧЕ-2000                                         |
| 47                                                           | 8 сентября 1999                                              | Армения                                                      | 3:2                                                          | 1                                                            | Квалификация ЧЕ-2000                                         |
| 48                                                           | 9 октября 1999                                               | Исландия                                                     | 3:2                                                          |                                                              | Квалификация ЧЕ-2000                                         |
| 49                                                           | 13 ноября 1999                                               | Хорватия                                                     | 3:0                                                          |                                                              | Товарищеский матч                                            |
| 50                                                           | 23 февраля 2000                                              | Польша                                                       | 1:0                                                          | 1                                                            | Товарищеский матч                                            |
| 51                                                           | 26 апреля 2000                                               | Словения                                                     | 3:2                                                          |                                                              | Товарищеский матч                                            |
| 52                                                           | 28 мая 2000                                                  | Хорватия                                                     | 2:0                                                          |                                                              | Товарищеский матч                                            |
| 53                                                           | 4 июня 2000                                                  | Япония                                                       | 2:2                                                          | 1                                                            | Товарищеский матч                                            |
| 54                                                           | 6 июня 2000                                                  | Марокко                                                      | 1:3                                                          |                                                              | Товарищеский матч                                            |
| 55                                                           | 11 июня 2000                                                 | Дания                                                        | 3:0                                                          |                                                              | ЧЕ-2000. Групповой этап                                      |
| 56                                                           | 16 июня 2000                                                 | Чехия                                                        | 2:1                                                          |                                                              | ЧЕ-2000. Групповой этап                                      |
| 57                                                           | 25 июня 2000                                                 | Испания                                                      | 2:1                                                          | 1                                                            | ЧЕ-2000. 1/4 финала                                          |
| 58                                                           | 28 июня 2000                                                 | Португалия                                                   | 2:1                                                          | 1                                                            | ЧЕ-2000. 1/2 финала                                          |
| 59                                                           | 2 июля 2000                                                  | Италия                                                       | 2:1                                                          |                                                              | ЧЕ-2000. Финал                                               |
| 60                                                           | 16 августа 2000                                              | Сборная ФИФА                                                 | 5:1                                                          |                                                              | Товарищеский матч                                            |
| 61                                                           | 2 сентября 2000                                              | Англия                                                       | 1:1                                                          |                                                              | Товарищеский матч                                            |
| 62                                                           | 15 ноября 2000                                               | Турция                                                       | 4:0                                                          |                                                              | Товарищеский матч                                            |
| 63                                                           | 27 февраля 2001                                              | Германия                                                     | 1:0                                                          | 1                                                            | Товарищеский матч                                            |
| 64                                                           | 24 марта 2001                                                | Япония                                                       | 5:0                                                          | 1                                                            | Товарищеский матч                                            |
| 65                                                           | 28 марта 2001                                                | Испания                                                      | 1:2                                                          |                                                              | Товарищеский матч                                            |
| 66                                                           | 25 апреля 2001                                               | Португалия                                                   | 4:0                                                          |                                                              | Товарищеский матч                                            |
| 67                                                           | 15 августа 2001                                              | Дания                                                        | 1:0                                                          |                                                              | Товарищеский матч                                            |
| 68                                                           | 1 сентября 2001                                              | Чили                                                         | 1:2                                                          |                                                              | Товарищеский матч                                            |
| 69                                                           | 6 октября 2001                                               | Алжир                                                        | 4:1                                                          |                                                              | Товарищеский матч                                            |
| 70                                                           | 11 ноября 2001                                               | Австралия                                                    | 1:1                                                          |                                                              | Товарищеский матч                                            |
| 71                                                           | 13 февраля 2002                                              | Румыния                                                      | 2:1                                                          |                                                              | Товарищеский матч                                            |
| 72                                                           | 27 марта 2002                                                | Шотландия                                                    | 5:0                                                          | 1                                                            | Товарищеский матч                                            |
| 73                                                           | 17 апреля 2002                                               | Россия                                                       | 0:0                                                          |                                                              | Товарищеский матч                                            |
| 74                                                           | 26 мая 2002                                                  | Республика Корея                                             | 3:2                                                          |                                                              | Товарищеский матч                                            |
| 75                                                           | 11 июня 2002                                                 | Дания                                                        | 0:2                                                          |                                                              | ЧМ-2002. Групповой этап                                      |
| 76                                                           | 21 августа 2002                                              | Тунис                                                        | 1:1                                                          |                                                              | Товарищеский матч                                            |
| 77                                                           | 7 сентября 2002                                              | Кипр                                                         | 2:1                                                          |                                                              | Квалификация ЧЕ-2004                                         |
| 78                                                           | 12 октября 2002                                              | Словения                                                     | 5:0                                                          |                                                              | Квалификация ЧЕ-2004                                         |
| 79                                                           | 16 октября 2002                                              | Мальта                                                       | 4:0                                                          |                                                              | Квалификация ЧЕ-2004                                         |
| 80                                                           | 12 февраля 2003                                              | Чехия                                                        | 0:2                                                          |                                                              | Товарищеский матч                                            |
| 81                                                           | 29 марта 2003                                                | Мальта                                                       | 6:0                                                          | 2                                                            | Квалификация ЧЕ-2004                                         |
| 82                                                           | 2 апреля 2003                                                | Израиля                                                      | 2:1                                                          | 1                                                            | Квалификация ЧЕ-2004                                         |
| 83                                                           | 20 августа 2003                                              | Швейцария                                                    | 2:0                                                          |                                                              | Товарищеский матч                                            |
| 84                                                           | 10 сентября 2003                                             | Словения                                                     | 2:0                                                          |                                                              | Квалификация ЧЕ-2004                                         |
| 85                                                           | 11 октября 2003                                              | Израиля                                                      | 3:0                                                          |                                                              | Квалификация ЧЕ-2004                                         |
| 86                                                           | 15 ноября 2003                                               | Германия                                                     | 3:0                                                          |                                                              | Товарищеский матч                                            |
| 87                                                           | 18 февраля 2004                                              | Бельгия                                                      | 2:0                                                          |                                                              | Товарищеский матч                                            |
| 88                                                           | 20 мая 2004                                                  | Бразилия                                                     | 0:0                                                          |                                                              | Товарищеский матч                                            |
| 89                                                           | 6 июня 2004                                                  | Украина                                                      | 1:0                                                          | 1                                                            | Товарищеский матч                                            |
| 90                                                           | 13 июня 2004                                                 | Англия                                                       | 2:1                                                          | 2                                                            | ЧЕ-2004. Групповой этап                                      |
| 91                                                           | 17 июня 2004                                                 | Хорватия                                                     | 2:2                                                          |                                                              | ЧЕ-2004. Групповой этап                                      |
| 92                                                           | 21 июня 2004                                                 | Швейцария                                                    | 3:1                                                          | 1                                                            | ЧЕ-2004. Групповой этап                                      |
| 93                                                           | 25 июня 2004                                                 | Греция                                                       | 0:1                                                          |                                                              | ЧЕ-2004. 1/4 финала                                          |
| 94                                                           | 17 августа 2005                                              | Кот-д’Ивуар                                                  | 3:0                                                          | 1                                                            | Товарищеский матч                                            |
| 95                                                           | 3 сентября 2005                                              | Фарерские острова                                            | 3:0                                                          |                                                              | Квалификация ЧМ-2006                                         |
| 96                                                           | 7 сентября 2005                                              | Ирландия                                                     | 1:0                                                          |                                                              | Квалификация ЧМ-2006                                         |
| 97                                                           | 8 октября 2005                                               | Швейцария                                                    | 1:1                                                          |                                                              | Квалификация ЧМ-2006                                         |
| 98                                                           | 12 октября 2005                                              | Кипр                                                         | 4:0                                                          | 1                                                            | Квалификация ЧМ-2006                                         |
| 99                                                           | 1 марта 2006                                                 | Словакия                                                     | 1:2                                                          |                                                              | Товарищеский матч                                            |
| 100                                                          | 27 мая 2006                                                  | Мексика                                                      | 1:0                                                          |                                                              | Товарищеский матч                                            |
| 101                                                          | 31 мая 2006                                                  | Дания                                                        | 2:0                                                          |                                                              | Товарищеский матч                                            |
| 102                                                          | 7 июня 2006                                                  | Китай                                                        | 3:1                                                          |                                                              | Товарищеский матч                                            |
| 103                                                          | 13 июня 2006                                                 | Швейцария                                                    | 0:0                                                          |                                                              | ЧМ-2006. Групповой этап                                      |
| 104                                                          | 18 июня 2006                                                 | Республика Корея                                             | 1:1                                                          |                                                              | ЧМ-2006. Групповой этап                                      |
| 105                                                          | 27 июня 2006                                                 | Испания                                                      | 3:1                                                          | 1                                                            | ЧМ-2006. 1/8 финала                                          |
| 106                                                          | 1 июля 2006                                                  | Бразилия                                                     | 1:0                                                          |                                                              | ЧМ-2006. 1/4 финала                                          |
| 107                                                          | 5 июля 2006                                                  | Португалия                                                   | 1:0                                                          | 1                                                            | ЧМ-2006. 1/2 финала                                          |
| 108                                                          | 9 июля 2006                                                  | Италия                                                       | 1:1 (п. 3:5)                                                 | 1                                                            | ЧМ-2006. Финал                                               |

Итого: 108 матчей / 31 гол; 71 победа, 26 ничьих, 11 поражений.

## Статистика тренера
| Команда              | Начало работы | Завершение работы | Показатели | Показатели | Показатели | Показатели | Показатели | Показатели | Показатели | Показатели |
| Команда              | Начало работы | Завершение работы | М          | В          | Н          | П          | МЗ         | МП         | РМ         | % побед    |
| -------------------- | ------------- | ----------------- | ---------- | ---------- | ---------- | ---------- | ---------- | ---------- | ---------- | ---------- |
| Реал Мадрид Кастилья | 25 июня 2014  | 4 января 2016     | 57         | 26         | 17         | 14         | 88         | 58         | +30        | 45,61      |
| Реал Мадрид          | 4 января 2016 | 31 мая 2018       | 149        | 104        | 29         | 16         | 393        | 160        | +233       | 69,80      |
| Реал Мадрид          | 11 марта 2019 | 27 мая 2021       | 114        | 69         | 25         | 20         | 207        | 104        | +103       | 60,53      |
| Итого                | Итого         | Итого             | 320        | 199        | 71         | 48         | 688        | 322        | +366       | 62,19      |